# Manuel Barreiro
Manuel Barreiro, vollständiger Name Manuel José Máximo Barreiro, (* 1787; † 1838) war ein uruguayischer Politiker und katholischer Geistlicher.
Barreiro war der ältere Bruder von Miguel Barreiro, des persönlichen Sekretärs von José Artigas und Gouverneurs von Montevideo in den Jahren 1815 bis 1817, und Cousin des Mönchs José Monterroso. Er war als Repräsentant San Josés Mitglied der Asamblea Constituyente y Legislativa del Estado Oriental (1828–1830), der ersten verfassungsgebenden Versammlung Uruguays. Dort hatte er die Position des Vizepräsidenten inne. Nachdem sein Lebensweg ihn anschließend zu Studienzwecken nach Buenos Aires geführt hatte, war Barreiro nach seiner Rückkehr in die uruguayische Hauptstadt Kaplan in der Kathedrale von Montevideo. Barreiro, der viele Jahre als Sekretär des Vikars Dámaso Antonio Larrañaga wirkte, stand kurz davor, zum ersten Bischof Montevideos gewählt zu werden.
Seine sterblichen Überreste lagerten bis ins Jahr 2000 über ein Jahrhundert unbestattet in einer kleinen silbrigen, 40 cm hohen und 20 cm breiten Dose ohne Aufschrift in der Parroquia de San Francisco.